# Kad susjedi polude (televizijska serija)
Kad susjedi polude je hrvatska humoristična serija autora Dražena Žarkovića. Serija se prikazala od 28. do 30. svibnja 2018. godine na programu Nove TV.

## Radnja serije
Franjo (Damir Lončar) je glavni nositelj ove priče pune humornih obrata, spletki, prijevara i neobičnih događaja. Franjo je osiromašeni plemenitaš koji se mora nositi sa svakodnevnim problemima koje mu upriliče sustanari. Svaka epizoda serije bavi se novom pričom koja humorno reflektira socijalne i državne apsurde. 
U prvoj epizodi saznajemo što se sve može dogoditi kada u jednom stanu u potkrovlju zgrade netko vrlo glasno vodi ljubav. Kada se otkrije tko, susjeda Ruža (Ivanka Boljkovac) od uzbuđenja doživi infarkt i umre. Uhvaćeni bivši ministar (Zijad Gračić) u zamjenu za šutnju obećava svima sve. Tako Marta (Mirela Brekalo) dobije priliku useliti u Ružin stan svog sina Krunu (Jan Kerekeš), nezaposlenog profesora politike i gospodarstva i njegovu djevojku Tomislavu (Anđela Ramljak). Davor (Stjepan Perić) kontaktira Franjinu skoro bivšu ženu i najam stana dogovara s njom, Franji iza leđa. Useljavanje i iznošenje lijesa s Ružom se zakomplicira do te mjere da mora intervenirati policija. 

## Glumačka postava

### Glavna glumačka postava
| Glumac/ica       | Lik                 |
| ---------------- | ------------------- |
| Damir Lončar     | Franjo pl. Čajkušić |
| Stjepan Perić    | Davor Bubalo        |
| Dajana Čuljak    | Mirela Čajkušić     |
| Mirela Brekalo   | Marta Belanić       |
| Ljubomir Kerekeš | Željko Belanić      |
| Jan Kerekeš      | Kruno Belanić       |
| Anđela Ramljak   | Tomislava           |
| Radoslava Mrkšić | Verica 'Pepa'       |
| Damir Poljičak   | Vanja               |

### Gostujuće uloge
- Zijad Gračić kao ministar
- Ecija Ojdanić kao Franjina žena
- Jure Radnić kao pozornik Domagoj Matić
- Ivanka Boljkovac kao Ruža
- Vedran Komerički kao Darko Bilokapić
- Petra Kraljev kao ministrova ljubavnica
- Zvonimir Kufek kao mrtvozornik
- Bojan Navojec kao Boris
- Kristijan Potočki kao policajac
- Ivica Zadro kao Ružin rođak
- Draško Zidar kao policajac Slavko